# Historia de Comoras
La historia de Comoras se remonta a cuando fueron pobladas desde la segunda mitad del primer milenio, las diferentes islas del archipiélago de Comoras tuvieron una historia muy anexa, aunque no totalmente común. Fue Francia, quien las convirtió en parte de su imperio colonial, quien las unió administrativamente. La historia de las islas se separó nuevamente en 1975, después de que en un referéndum la isla de Mayotte optase por quedarse bajo gobierno francés y el resto de las islas se integraron en la República Federal Islámica de Comoras .
Dado el incumplimiento del compromiso francés de respetar la integridad territorial de las Comoras, la Octava Conferencia de Países No Alineados, que tuvo lugar en Harare (Zimbabue), estipuló:
"Los jefes de Estado o de Gobierno de los Países No Alineados reafirmaron que la isla comorana de Mayotte, que todavía se encuentra bajo ocupación francesa, era parte integrante del territorio soberano de la República Islámica de las Comoras. Lamentaron que el Gobierno de Francia, a pesar de sus reiteradas promesas, no hubiera adoptado hasta el momento ninguna medida o iniciativa que pudiera dar por resultado una solución aceptable para el problema de la isla comorana de Mayotte" .
En octubre de 1991, la Asamblea General de las Naciones Unidas reafirmó la soberanía de Comoras sobre la isla Mayotte por amplia mayoría.

## El poblamiento original
Los primeros trazos de población datan del siglo VI y se trata probablemente de bantúes, provenientes de la costa africana. Estos primeros habitantes crearon en la isla una organización política y social propiamente africana. Entre los siglos VII y XII se cree que una ola de pueblos austronesianos, que contribuyeron al poblamiento de la isla de Madagascar, pasó por la isla, pero no se estableció. Inicialmente, los pueblos eran regidos por los jefes de las familias más importantes. Estos llevaban el título de mafé, mfaume o mafani en Anjouan y Mohéli (Mfalume en kiunguja).

## La islamización
El islam hizo aparición en las islas en el siglo XI, como atestiguan las sepulturas de rito musulmán descubiertas en Mayotte en la necrópolis funeraria de Bagamoyo. Llegó sobre todo de la mano de mercaderes de paso que llegaban provenientes de Medio Oriente, de la ciudad de Shiraz, quienes constituyeron las primeras comunidades musulmanas del archipiélago. Estas dinastías shirazíes, originarias de la costa suajili, fundaron en efecto los primeros sultanatos, unificando bajo su autoridad las comunidades lugareñas, entonces comandadas por mafés (Anjouan, Mohéli y Mayotte) y un bedja (Gran Comora). Fue con su contacto que las élites comoresas fueron progresivamente islamizándose. Se cree que ya en el siglo XII toda la aristocracia comoresa estaba totalmente islamizada.
La más antigua mezquita del archipiélago se sitúa en Anjouan, sobre el sitio de la antigua Sima y dataría del siglo XII. El islam practicado en esta fecha estaba muy influenciado por el chiismo y se observa particularmente su eco en la presencia de sepulturas en el eje del mihrab de numerosas mezquitas antiguas (culto del santo fundador). El islam sunita chafita no se impuso en el sudoeste del Océano Índico hasta a partir del siglo XIV. Sima se convirtió en la capital del sultanato shirazi de Anjouan. Fue en esta época que se construyó la mezquita shirazi, sus ruinas son todavía visibles hoy. Domoni fue sede de otra mezquita shirazi a finales del siglo XV. Una inscripción presente en la mezquita del Vendredi de Moroni fecha su construcción en 1427, mientras que en Mbeni, una inscripción fecha la mezquita del Vendredi en 1470.

### La instalación delshafi'ismo
En 1506 una flota shirazi, comandada par Mohamed ben Haissa, abordó el archipiélago y revolvió el orden económico y social. Este fue el comienzo de la edad Shirazi en las Comoras, quienes introdujeron la carpintería y la arquitectura. Desde entonces, manuscritos en caracteres del alfabeto árabe y escritos sobre todo en árabe, comorés o suajili, permiten reconstruir las genealogías de los clanes y los sultanatos. Mediante la subyugación y el juego de alianzas, ellos contribuyeron así al establecimiento de nuevos linajes matrimoniales, sobre todo en la Gran Comora y en la isla de Anjouan. La instalación de los sultanatos shirazíes contribuyó a la adopción y luego a la generalización de la doctrina shafi'i en las Comoras como lo atestigua la descripción del archipiélago por el almirante turco Piri Reis en 1521.
La mezquita shirazi de Tsingoni, largo tiempo interpretada como la más antigua, data en realidad de 1538, hecho que enseña la inscripción conservada en su mihrab.
Mientras tanto, el carácter elitista del islam en las Comoras y la existencia de una aplastante mayoría de esclavos entre la población resultaba en la débil difusión del islam en la sociedad comoresa hasta entrado el siglo XIX. Es por ello que las mezquitas, notablemente las mezquitas reales shirazíes, están hechas para albergar un pequeño número de fieles. La abolición de la esclavitud y el éxito de las cofradías a partir de finales del siglo XIX explican la extensa conversión de sus habitantes al islam en esta fecha.
Durante esta época, el poder estuvo en las manos de numerosos sultanes. Finalmente Anjouan, la más árabe de las islas, acaba por tomar el control, poco o mucho, de Mohéli.

### El sistema social
Los sistemas nacidos de esta unión superponen costumbres africanas y árabes musulmanas pero no están en condiciones de abastecer al poseedor del poder de los medios para controlar grandes superficies. Así en la Gran Comora cohabitan varias sultanías dirigidas por diferentes sultanes que deciden conceder una importancia honorífica a uno de ellos, el sultán Tibé. En Anjouan, tres linajes reales implantados en las tres principales ciudades (Mutsamudu, Ouani y Domoni) se reparten el poder.
Tal sistema debe tener en cuenta opiniones de un Gran Consejo (Mandjelissa) que reúne a los principales grandes notables. El sultán también es secundado por visires, que son delegados del poder en ciertas regiones. Encontramos también en el plano local otros empleados: naïbs (asimilables a jefes de cantón), jefes de la policía, los recolectores de impuestos, los jefes de pueblo (nombrados por el sultán) y los jefes religiosos. De esta época fechan los documentos escritos y los manuscritos en lengua árabe, en suajili o en comorés, todo presentado en alfabeto árabe.

## Las invasiones malgaches
A partir del siglo XVI, los malgaches skalavas comenzaron a efectuar desembarcos en las islas y robo de esclavos. Los comoreses, en esa época, ya eran ellos mismos esclavistas, traficantes en el mundo árabe y europeo. Los malgaches acabaron instalándose en las islas y más especialmente en Mayotte. Por esta razón, todavía se habla malgache en Mayotte. 
Durante este período, en el curso de la exploración sistemática de toda esta región, los portugueses abordaron las isas de la Luna (K'm'r en árabe significa luna) en 1505. En 1529 los franceses, por el intermediario de un hermano de Parmentier, visitaron el archipiélago así como la costa norte de Madagascar. Las islas constituyeron durante muchos siglos, tanto para los navegantes europeos como para los piratas, una escala sobre la costa de África. Las relaciones entre esos europeos y los soberanos locales se basaban sobre todo en el reclutamiento de fuerzas. Una tradición reporta que un jefe de la Gran Comore tuvo que sustraerse alguna vez huyendo de la tiranía de los portugueses y refugiarse con una partida de los suyos en Mayotte. Anjouan estuvo sumisa a un solo poder durante este siglo.
En el siglo XVIII el archipiélago se convirtió en un punto de aprovisionamiento para los navíos europeos, neerlandeses y franceses que viajaban por la Ruta de la Seda, Anjouan se hizo igualmente popular para los piratas y corsarios que atracaban los navíos occidentales que pasaban por el Cabo de Buena Esperanza. El Combate de Anjouan fue consecuencia de estos eventos.
A partir de una fecha desconocida Moheli se subordinó al sultanato de Anjouan hasta 1830. En 1830 inmigrantes de Madagascar conducidos por Ramanetaka, que más tarde tomaría el nombre de Abderemane, invadieron la isla y establecieron el sultanato de Mohéli.

## La colonización

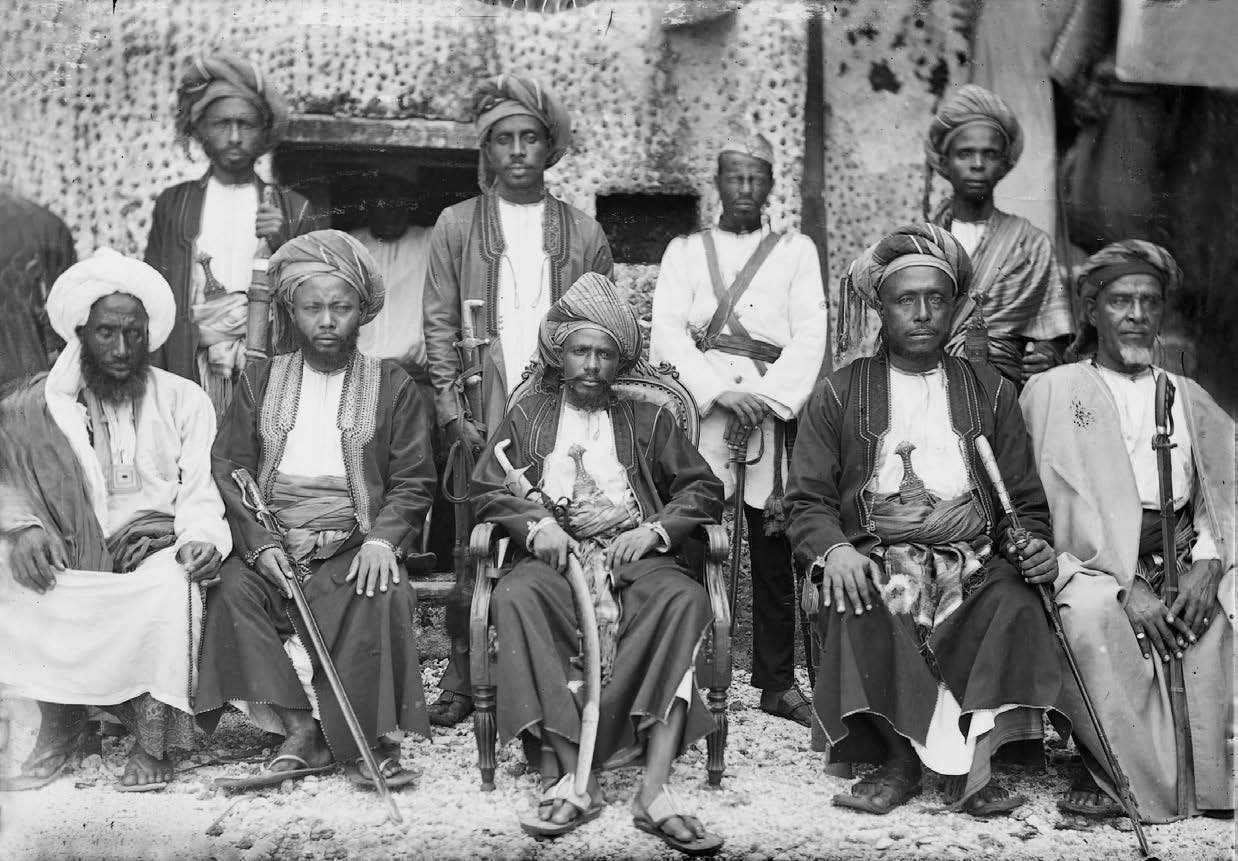
El sultán Said Ali ben Said Omar (heredero del sultán Saidi Abdallah bin Salim) con otros líderes de Ngazidja.

El sultán de Anjouan Abdallah I se rindió en 1816 en la Isla Borbón para pedir la protección de Luis XVIII de Francia. Las divisiones internas y la amenaza malgache permitió a las potencias coloniales, que rivalizaban por la posesión de esta estratégica zona en el centro del comercio de Oriente, intervenir en los asuntos políticos de los soberanos locales. El 25 de abril de 1841, como consecuencia de la firma de un tratado, Mayotte se convirtió en un protectorado francés y el sultán Adrian Tsouli, que había conquistado la isla 9 años, recibió, a cambio de la pérdida del poder real, una suma de plata en compensación y los pagos de los gastos de escolaridad de sus niños en la isla de Reunión. Francia obtuvo con este acuerdo, que constituyó de hecho una venta forzada aunque presentada como un convenio comercial, un puerto estratégicamente importante. El rey Luis Felipe I confirmó esta adquisición en 1843. La esclavitud fue abolida en 1846.
En 1866 Francia estableció un protectorado sobre Anjouan y utilizó su armada para imponerse ante el sultán Saidi Abdallah bin Salim. El 24 de junio de 1886 el sultán de la Gran Comore le prestó finalmente vasallaje a Francia. Fue entonces exiliado para no volver más, sus sueños de gobernar un sultanato compuesto por todas las islas fueron de esta manera rotos. Mohéli fue igualmente colocada bajo protectorado este mismo año. Aún seguían poseyendo cierta autonomía dada la pelea entre las potencias coloniales, las islas estaban fuertemente sumisas y los sultanes locales no podían hacer nada ante esto. A partir de 1892 el poder sobre las islas locales pasó de los residentes subordinados a los gobernadores de Mayotte, que poco a poco tomaron el poder.
Como la mano de obra en Reunión se hacía cada vez más cara, las Comoras, olvidadas por la administración central, ofrecieron a los colonos y a las sociedades coloniales (como la Bambao) perspectivas y una mano de obra más barata en las plantaciones de plantas de perfume y de vainilla. Durante este periodo los colonos expropiaron totalmente las tierras de los campesinos comoreses y emplearon a estos en las plantaciones coloniales.
El francés se convirtió en la lengua oficial, desplazando al árabe en la educación. El uso del suajili se impuso a su vez en el medio del comercio.
En 1904 la unificación jurídica de las islas se hizo oficial. Fue seguida, el 9 de abril de 1908, de un segundo decreto que unía Mayotte y sus dependencias con la colonia de Madagascar.

### La anexión a Madagascar
Después de muchos abusos se siguió adelante con la colonización, las islas fueron anexadas por ley a la colonia de Madagascar.
Poco a poco, las tierras fueron devueltas a los comoreses. Una revuelta importante tuvo lugar en 1915 en la Gran Comore. Francia envió tropas malgaches, seguidas de un destacamento de tiradores senegaleses, y al mismo tiempo pidió a su administración que buscara el apoyo de los notables locales para restablecer la paz. Poco a poco, el movimiento se esfumó, y el gobierno envió al exilio a ciertos agitadores. En 1940 en Anjouan estalló una huelga en un periodo en que la administración necesitaba fuertemente de una mano de obra para la economía colonial. Actos de violencia siguieron a la suspensión de la huelga, los notables terminaron por apelar a la calma. De 1940 a 1942 la administración colonial fue ejercida por el régimen de Vichy. El 25 de septiembre de 1942 Madagascar y las islas Comoras fueron ocupadas por fuerzas británicas en cooperación con la Francia Libre. El 9 de mayo de 1946 adquirieron autonomía administrativa; el 11 de diciembre de 1958, aprobada la nueva Constitución francesa, optaron por convertirse en territorio de ultramar, y del 22 de diciembre de 1961 al 22 de diciembre de 1974 disfrutaron de una plena autonomía interna.

## Independencia
En esa fecha de 1974 un referéndum popular se pronunció por la independencia total, decisión que adoptó oficialmente la Cámara de Diputados del país el 6 de julio de 1975, llamando presidente a Ahmed Abdallah. Pero este fue derribado el 4 de agosto, en un golpe de Estado pro francés. Dos días después, se creó el Consejo Revolucionario Nacional, que asumió provisionalmente los poderes, los cuales, posteriormente, fueron transferidos al Consejo Ejecutivo Nacional, presidido por el príncipe Said Muhammad Jafar. El 2 de enero de 1976 el ministro de defensa, Alí Soilih, considerado de izquierdas, asumió la presidencia, en la que permaneció hasta el mes de mayo de 1978, fecha en que fue sustituido por un directorio militar. El 1 de octubre se aprobó una nueva Constitución de tipo federal y el 22 del mismo mes el ex Ahmed Abdallah fue elegido nuevamente presidente con anchos poderes. En 1979 la Asamblea Federal estableció un régimen de partido único y en 1982 el presidente Abdallah disolvió el Consejo de Ministros y la Asamblea. El 30 de noviembre de 1984 Ahmed Abdallah fue reelegido presidente por un nuevo período de seis años. El 3 de marzo de 1985 fuerzas leales al presidente pudieron reprimir una tentativa de golpe de Estado.
Las elecciones legislativas de marzo de 1987 demostraron una vez más la ausencia de libertades democráticas en el archipiélago. El único partido legal, Unión por el Progreso de las Comoras (UPC), alcanzó la totalidad de los 42 escaños de la Asamblea Federal de las Comoras. Sin embargo, el poder político del presidente Ahmad Abdallah dependía cada vez más, de su guardia personal, dirigida por el mercenario de origen francés Bob Denard, el cual venía desarrollando un papel fundamental en los asuntos de Estado desde el momento de la independencia de las islas Comoras, en 1975. De hecho, el archipiélago se había transformado en un protectorado de la República Sudafricana, país que financiaba la permanencia de la guardia presidencial a cambio de la utilización de sus infraestructuras (puerto y aeropuerto), tanto en favor de las líneas aéreas sudafricanas como para proporcionar ayuda militar a la guerrilla mozambiqueña del RENAMO.
Aunque Francia tenía cada vez menos influencia en las Comoras, debido a la protección concedida a la isla de Mayotte (declarada colectividad territorial bajo soberanía francesa), continuó siendo la principal fuente de ayuda exterior del archipiélago. Aunque la economía de las Comoras se vio seriamente afectada por la caída de sus principales exportaciones (vainilla, cacao y otras especies tropicales) en una coyuntura desfavorable del comercio internacional de productos agrícolas tropicales. En noviembre de 1989 el presidente Abdallah fue asesinado por su guardia presidencial en un confuso golpe militar atribuido al mercenario Bob Denard, poco tiempo después del referéndum, celebrado el 4 de ese mismo mes, gracias al cual se había aprobado una enmienda constitucional que le hubiese permitido un nuevo mandato de seis años, una vez finalizados los dos anteriores en 1990. Con ello terminaba, trágicamente, el largo período en la presidencia del líder independentista Ahmed Abdallah.
Asumió la dirección del Estado de manera interina Said Mohamed Djohar, presidente de la Corte Suprema, mientras la guardia presidencial dirigida por Bob Denard controlaba realmente las islas. Pero sin embargo tanto Sudáfrica, principal apoyo de Bob Denard, como Francia denunciaron la toma de poder por parte de ellos y, después de complejas negociaciones, alcanzaron que Denard aceptara retirarse a Sudáfrica junto con sus seguidores. Al mismo tiempo, un destacamento de paracaidistas franceses, procedentes de la isla de Mayotte, aseguraba el orden público en Moroni, tomando el relevo a varios barcos de guerra franceses que habían permanecido frente al puerto de la capital para presionar el nuevo régimen mercenario. El nuevo presidente interino anunció una amnistía de todos los prisioneros políticos y pactó con la oposición la celebración de elecciones presidenciales en enero de 1990, en las que deberían seguir elecciones legislativas multipartidistas para democratizar la Asamblea Federal.
Las primeras elecciones democráticas a la presidencia de la República tuvieron lugar el 4 de marzo de este año, tras ser retrasadas en dos ocasiones, pero ninguno de los ocho candidatos alcanzó la mayoría, por lo que se efectuó una segunda vuelta el 11 de marzo, con dos candidatos: el presidente interino Said Mohamed Djohar (como líder de una amplia coalición que incluía a alguno de los candidatos descartados en la primera vuelta) y Mohamed Taki Abdulkarim, ex portavoz de la Asamblea Nacional, que había retornado del exilio para dirigir la Unión Nacional para la Democracia de las Comoras (UNCD). Los resultados de los comicios dieron ganador a Djohar, con el 55% de los votos, el cual nombró un gobierno de coalición con la incorporación de algunos de los candidatos que habían apoyado su elección, como el príncipe Said Ali Kemal (líder del Partido Unidad y Fraternidad de las islas Chuma), el cual se transformaba de hecho en la segunda personalidad política del país.

## sigloXXI

### Gobierno de Azali Assoumani
Azali Assoumani es un ex oficial del ejército, llegó al poder por primera vez en un golpe de Estado en 1999. Luego ganó la presidencia en las elecciones de 2002 y tuvo el poder hasta 2006. Después de diez años, fue elegido nuevamente en las elecciones de 2016. En marzo de 2019, fue reelegido en las elecciones que la oposición afirmó que estaban llenas de irregularidades.
Antes de las elecciones presidenciales de 2019, el presidente Azali Assoumani había convocado un referéndum constitucional en 2018 que aprobó ampliar el mandato presidencial de un mandato de cinco años a dos. La oposición había boicoteado el referéndum.
En enero de 2020, su partido, la Convención para la Renovación de las Comoras (CRC), ganó 17 de los 24 escaños parlamentarios en las elecciones parlamentarias, lo que significa que el presidente Azali tenía un control muy estricto del poder.